# Puchar Niemiec w piłce nożnej (1952/1953)
Puchar Niemiec w piłce nożnej mężczyzn 1952/1953 – 10. edycja rozgrywek (1. edycja po zakończeniu II wojny światowej) mających na celu wyłonienie zdobywcy Pucharu Niemiec. Trofeum po raz 1. wywalczył Rot-Weiss Essen. Finał został rozegrany na Rheinstadion w Düsseldorfie.

## Plan rozgrywek
Rozgrywki szczebla centralnego składały się z 5 części:
- Pierwsza runda: 17 sierpnia – 5 października 1952 roku
- Druga runda: 11 listopada 1952 roku
- Ćwierćfinał: 1 lutego 1953 roku
- Półfinał: 1 marca 1953 roku
- Finał: 1 maja 1953 roku na Rheinstadion w Düsseldorfie

## Pierwsza runda
Mecze zostały rozegrane w okresie 17 sierpnia – 5 października 1952 roku.
| Drużyna 1            | Wynik      | Drużyna 2           |
| -------------------- | ---------- | ------------------- |
| VfB Stuttgart        | 0:3        | Kickers Offenbach   |
| Waldhof Mannheim     | 2:1        | Eintracht Brunszwik |
| 1. FC Saarbrücken    | 1:2        | FC St. Pauli        |
| SpVgg Fürth          | 6:1        | VfR Kaiserslautern  |
| Concordia Hamburg    | 4:3        | Borussia Dortmund   |
| Blau-Weiss 90 Berlin | 0:1        | Eintracht Trewir    |
| Alemannia Aachen     | 5:2        | TuS Essen-West      |
| Hamborn 07           | 4:1 (dog.) | SC Göttingen 05     |
| Rot-Weiss Essen      | 5:0        | Jahn Regensburg     |
| Eintracht Osnabrück  | 1:2        | Preußen Dellbrück   |
| Borussia Neunkirchen | 2:1        | FC Schalke 04       |
| Wacker 04 Berlin     | 2:6        | 1. FC Nürnberg      |
| Hamburger SV         | 6:1        | Victoria Hamburg    |
| VfB Mühlburg         | 5:3 (dog.) | Preußen Münster     |
| SSV Reutlingen 05    | 4:5 (dog.) | Wormatia Worms      |
| VfL Osnabrück        | 2:2 (dog.) | Phönix Ludwigshafen |

### Mecze powtórzone
| Drużyna 1           | Wynik | Drużyna 2     |
| ------------------- | ----- | ------------- |
| Phönix Ludwigshafen | 0:2   | VfL Osnabrück |

## Druga runda
Mecze zostały rozegrane 11 listopada 1952 roku.
| Drużyna 1         | Wynik      | Drużyna 2            |
| ----------------- | ---------- | -------------------- |
| Waldhof Mannheim  | 5:2        | SpVgg Fürth          |
| Concordia Hamburg | 4:3        | VfB Mühlburg         |
| Preußen Dellbrück | 2:3 (dog.) | Kickers Offenbach    |
| Wormatia Worms    | 4:1        | Eintracht Trewir     |
| 1. FC Nürnberg    | 3:3 (dog.) | Alemannia Aachen     |
| Hamburger SV      | 2:0        | Borussia Neunkirchen |
| Hamborn 07        | 1:1 (dog.) | FC St. Pauli         |
| Rot-Weiss Essen   | 2:0        | VfL Osnabrück        |

### Mecze powtórzonee
| Drużyna 1        | Wynik | Drużyna 2      |
| ---------------- | ----- | -------------- |
| FC St. Pauli     | 3:4   | Hamborn 07     |
| Alemannia Aachen | 2:0   | 1. FC Nürnberg |

## Ćwierćfinały
Mecze zostały rozegrane 1 lutego 1953 roku.
| Drużyna 1         | Wynik | Drużyna 2         |
| ----------------- | ----- | ----------------- |
| Rot-Weiss Essen   | 6:1   | Hamburger SV      |
| Kickers Offenbach | 1:2   | Wormatia Worms    |
| Waldhof Mannheim  | 2:1   | Concordia Hamburg |
| Alemannia Aachen  | 3:1   | Hamborn 07        |

## Półfinały
Mecze zostały rozegrane 1 marca 1953 roku.
| Drużyna 1        | Wynik | Drużyna 2        |
| ---------------- | ----- | ---------------- |
| Rot-Weiss Essen  | 3:2   | Waldhof Mannheim |
| Alemannia Aachen | 3:1   | Wormatia Worms   |

## Finał
| 1 maja 1953 | Rot-Weiss Essen · Islacker 32' · Rahn 52' | 2:11:0Raport | Alemannia Aachen · 56' Derwall | Rheinstadion, Düsseldorf Widzów: 40 000 Sędzia: Alois Reinhardt (Stuttgart) |
|             |                                           |              |                                |                                                                             |

| ROT-WEISS ESSEN: |   |                   |  |
|                  |   |                   |  |
| BR               | 1 | Fritz Herkenrath  |  |
| OB               |   | Willi Göbel       |  |
| OB               |   | Willi Köchling    |  |
| OB               |   | Paul Jahnel       |  |
| PO               |   | Heinz Wewers      |  |
| PO               |   | Clemens Wientjes  |  |
| PO               |   | Helmut Rahn       |  |
| PO               |   | Franz Islacker    |  |
| NA               |   | August Gottschalk |  |
| NA               |   | Fritz Abromeit    |  |
| NA               |   | Bernhard Termath  |  |
| Trener:          |   |                   |  |
| Karl Hohmann     |   |                   |  |

| ALEMANNIA AACHEN: |   |                    |
|                   |   |                    |
| BR                | 1 | Wilfired Heinrichs |
| OB                |   | Herbert Metzeb     |
| OB                |   | Hans Coenen        |
| PO                |   | Michael Pfeiffer   |
| OB                |   | Fred Jansen        |
| PO                |   | Gerd Richter       |
| PO                |   | Robert Hartmann    |
| PO                |   | Rainer Gawell      |
| PO                |   | Günther Schmidt    |
| NA                |   | Jupp Derwall       |
| NA                |   | Josef Schmidt      |
| Trener:           |   |                    |
| Hermann Lindemann |   |                    |

| Puchar Niemiec w piłce nożnej 1952–1953 Zwycięzcy |
| ------------------------------------------------- |
| Karlsruher SC 1. Tytuł                            |